# Casillas (Santa Rosa)
Casillas es un municipio situado al noreste del departamento de Santa Rosa  departamento ubicado en el oriente de la República de Guatemala. Su cabecera municipal es Casillas y limita al norte con el municipio de Mataquescuintla, departamento de Jalapa; al sur con el municipio de Nueva Santa Rosa; al este con la cabecera municipal de Jutiapa, y al oeste con Santa Rosa de Lima.
En su territorio se localiza la laguna de Ayarza, se encuentra a una altitud de 1409m s. n. m., tiene un clima templado y posee una extensión de 14 kilómetros cuadrados. 
La población del municipio se dedica a la producción de maíz, frijol, papas, caña de azúcar y a la crianza de ganadería bovina, porcina y avícola, así como la industria de la elaboración de panela de tipo doméstico. 
Su patrono es el Cristo Negro de Esquipulas y su feria titular es del 12 al 16 de enero.

## Geografía física

### Clima
La cabecera municipal de Casillas tiene clima cálido-templado (Clasificación de Köppen: Aw). Su orografía varía de los 967 m s. n. m. hasta los 2.172 m s. n. m.
| Parámetros climáticos promedio de Casillas | Parámetros climáticos promedio de Casillas | Parámetros climáticos promedio de Casillas | Parámetros climáticos promedio de Casillas | Parámetros climáticos promedio de Casillas | Parámetros climáticos promedio de Casillas | Parámetros climáticos promedio de Casillas | Parámetros climáticos promedio de Casillas | Parámetros climáticos promedio de Casillas | Parámetros climáticos promedio de Casillas | Parámetros climáticos promedio de Casillas | Parámetros climáticos promedio de Casillas | Parámetros climáticos promedio de Casillas | Parámetros climáticos promedio de Casillas |
| Mes                                        | Ene.                                       | Feb.                                       | Mar.                                       | Abr.                                       | May.                                       | Jun.                                       | Jul.                                       | Ago.                                       | Sep.                                       | Oct.                                       | Nov.                                       | Dic.                                       | Anual                                      |
| ------------------------------------------ | ------------------------------------------ | ------------------------------------------ | ------------------------------------------ | ------------------------------------------ | ------------------------------------------ | ------------------------------------------ | ------------------------------------------ | ------------------------------------------ | ------------------------------------------ | ------------------------------------------ | ------------------------------------------ | ------------------------------------------ | ------------------------------------------ |
| Temp. máx. media (°C)                      | 26.7                                       | 27.6                                       | 27.7                                       | 28.7                                       | 27.0                                       | 26.8                                       | 26.5                                       | 27.8                                       | 26.9                                       | 26.0                                       | 25.8                                       | 25.7                                       | 26.9                                       |
| Temp. media (°C)                           | 18.2                                       | 19.7                                       | 21.4                                       | 21.5                                       | 21.6                                       | 22.0                                       | 22.2                                       | 20.9                                       | 20.3                                       | 20.1                                       | 19.9                                       | 18.1                                       | 20.5                                       |
| Temp. mín. media (°C)                      | 9.7                                        | 11.7                                       | 16.6                                       | 17.8                                       | 18.4                                       | 18.5                                       | 18.4                                       | 18.3                                       | 16.3                                       | 15.0                                       | 13.3                                       | 10.8                                       | 15.4                                       |
| Precipitación total (mm)                   | 6                                          | 5                                          | 15                                         | 61                                         | 204                                        | 279                                        | 207                                        | 194                                        | 270                                        | 208                                        | 38                                         | 12                                         | 1499                                       |
| Fuente: Climate-Data.org                   |                                            |                                            |                                            |                                            |                                            |                                            |                                            |                                            |                                            |                                            |                                            |                                            |                                            |

### Ubicación geográfica
|                                                    | Norte: Mataquescuintla, municipio del departamento de Jalapa |                                     |
| Oeste: Santa Rosa de Lima, municipio de Santa Rosa |                                                              | Este: Jutiapa, municipio de Jutiapa |
|                                                    | Sur: Nueva Santa Rosa, municipio de Santa Rosa               |                                     |

## Gobierno municipal
Los municipios se encuentran regulados en diversas leyes de la República, que establecen su forma de organización, lo relativo a la conformación de sus órganos administrativos y los tributos destinados para los mismos.  Aunque se trata de entidades autónomas, se encuentran sujetas a la legislación nacional. Las principales leyes que rigen a los municipios en Guatemala desde 1985 son:
| N.º | Ley                                                | Descripción |
| --- | -------------------------------------------------- | --- |
| 1   | Constitución Política de la República de Guatemala | Tiene una regulación legal específica para los municipios en los artículos 253 al 262. |
| 2   | Ley Electoral y de Partidos Políticos              | Ley de carácter constitucional aplicable a los municipios en el tema de la conformación de sus autoridades electas. |
| 3   | Código Municipal                                   | Decreto 12-2002 del Congreso de la República de Guatemala. Tiene la categoría de ley ordinaria y contiene preceptos generales aplicables a todos los municipios, e inclusive contiene legislación referente a la creación de los municipios.             |
| 4   | Ley de Servicio Municipal                          | Decreto 1-87 del Congreso de la República de Guatemala. Regula las relaciones entra la municipalidad y los servidores públicos en materia laboral. Tiene su base constitucional en el artículo 262 de la constitución que ordena la emisión de la misma. |
| 5   | Ley General de Descentralización                   | Decreto 14-2002 del Congreso de la República de Guatemala. Regula el deber constitucional del Estado, y por ende del municipio, de promover y aplicar la descentralización y desconcentración económica y administrativa.                                |

El gobierno de los municipios de Guatemala está a cargo de un Concejo Municipal mientras que el código municipal —que tiene carácter de ley ordinaria y contiene disposiciones que se aplican a todos los municipios de Guatemala— establece que «el concejo municipal es el órgano colegiado superior de deliberación y de decisión de los asuntos municipales […] y tiene su sede en la circunscripción de la cabecera municipal». Por último, el artículo 33 del mencionado código establece que «[le] corresponde con exclusividad al concejo municipal el ejercicio del gobierno del municipio».
El concejo municipal se integra con el alcalde, los síndicos y concejales, electos directamente por sufragio universal y secreto para un período de cuatro años, pudiendo ser reelectos».
Los alcaldes que ha habido en el municipio son:
- 2012-2016: Adrián Samayoa Palma[6]

## Historia

### Tras la independencia de Centroamérica
En la constitución del Estado de Guatemala que se promulgó en 1825, se menciona a «Las Casillas», como parte del Circuito de Cuajiniquilapa para la impartición de justicia, en el Distrito 3.º de Mita; junto a Casillas pertenecían a ese circuito Cuajiniquilapa, los Esclavos, Oratorio, Concepción, la Vega, el Pino, los Verdes, los Arcos, Corral de Piedra, San Juan de Arana, el Zapote, Santa Rosa, Jumay, Mataquescuintla y Epaminondas.